# Nyctemera nigripuncta
Nyctemera nigripuncta là một loài bướm đêm thuộc phân họ Arctiinae, họ Erebidae.